# Адская кухня (фильм, 1998)
«Адская кухня» (англ. Hell’s Kitchen) — американская криминальная драма 1998 года. Режиссёрский дебют Тони Чинчирипини, который также выступил сценаристом и продюсером фильма.

## Сюжет
События разворачиваются на Манхэттене в Адской кухне. Группа друзей устраивает ограбление, но всё идёт не по плану. Один из грабителей был убит, а другой ранен и попал в руки полиции. Остальным участникам нападения удалось скрыться.
Проходит пять лет. Джонни выходит из тюрьмы. Знакомый полицейский помогает ему устроиться в конюшне у некоего Лу. В прошлом Лу был боксёром, но завязал с этим и теперь работает в конюшне. Никакого влечения к бандитской жизни Джонни больше не испытывает. В тюрьме он много дрался и тренировался и теперь хотел бы стать боксёром. Лу присматривает за ним, так как опасается, что бокс может сломать ему жизнь, как когда-то сломал ему самому.
Глория, бывшая девушка Джонни и сестра парня, который был убит при ограблении, винит в смерти своего брата Джонни. Она просит своего нынешнего бойфренда Пэтти, также участника того злосчастного ограбления, убить Джонни. Тот отказывается, и Глория решает всё сделать сама. Она находит оружие, однако убить Джонни не решается.
Отношения Глории и Пэтти разрушаются, когда тот начинает спать с её матерью. Мама Глории наркоманка и ей нужен Пэтти из-за наркотиков, а сам Пэтти мстит Глории за то, что та считает его слабым. В конечном итоге, Пэтти признаётся Глории, что её брата во время ограбления случайно застрелил именно он. Это признание ещё больше всё усложняет.
Пока Джонни сидел в тюрьме, его младший брат связался с наркотиками. Теперь Джонни пытается разыскать его и узнаёт, что тот погиб на улицах. В это время боксёрская мафия требует от него сдать предстоящий бой за титул, что тот отказывается делать. Глория беременеет от Джонни и перебирается к нему в конюшню. К ним в состоянии аффекта наведывается вооружённый Пэтти, который случайно подстреливает мальчика-подростка.
Пэтти закрывают в сумасшедшем доме, где тот пишет стихи о своём тяжёлом детстве. Мама Глории завязывает с наркотиками и позже примиряется с дочерью. Джонни и Глория посещают сумасшедший дом и примиряются и с Пэтти.

## В ролях
- Розанна Аркетт — Лиз
- Уильям Форсайт — Лу
- Анджелина Джоли — Глория
- Мекай Файфер — Джонни
- Джонни Уитворт — Пэтти

## Приём
Фильм показали в двух кинотеатрах, где он заработал $11,710 при бюджете в $6 млн. В The New York Times отметили, что в фильме мало что выглядит убедительным. В The A.V. Club фильм посчитали утомительным и унылым, где неуклюже смешаны клише из фильмов про бокс и мелодрама. Хотя было отмечено, что актёры играют достойно, особенно Джоли. В 1998 году фильм был показан на Кинофестивале в Торонто.